# Alvise Pisani
Alvise Pisani (Venezia, 1º gennaio 1664 – Venezia, 17 giugno 1741) fu il 114º doge della Repubblica di Venezia dal 17 gennaio 1735 fino alla sua morte.

## Biografia

### Giovinezza
Figlio di Gianfrancesco e Paolina Contarini, fu uomo ricchissimo anche se accusato di essere spilorcio; cercò sempre d'imitare lo stile dei re pur senza mai raggiungerlo, tanto da esser chiamato "povero principe".
Ambasciatore in Francia, Austria, Spagna e Svezia fu più volte savio e consigliere dogale.
Massone, fu membro della loggia di Venezia.
Candidatosi alle elezioni del 1709, del 1722 e del 1732, venne sempre sconfitto.
Tuttavia alle elezioni del 1735 fu l'unico candidato e spese così tanto per corrompere i 41 elettori che venne eletto all'unanimità.

### Dogato
Eletto il 17 gennaio 1735, andò subito ad abitare a Palazzo Ducale portandosi dietro tutta la famiglia al completo. Le celebrazioni per la sua elezione furono grandiose e furono composti numerosi sonetti in suo onore.
Pisani trascorse spensierato i suoi sei anni di governo, anche se con l'avanzare dell'età peggiorarono le sue condizioni di salute.
A partire dal 1736, grazie all'introduzione di nuovi tipi di navi, dette navi "atte", con equipaggio ridotto e molti cannoni come difesa, l'economia veneziana migliorò decisamente dopo le dure crisi del 1733 e 1734.

### Ultimi tempi e morte
Nel maggio 1741 si decise di dargli qualche mese di riposo nella sua villa in terraferma (Villa Pisani a Stra) e, proprio mentre il doge stava per salire in gondola per allontanarsi, si sentì male e dovette esser riportato a palazzo.
Morì il 17 giugno 1741.